# Gonçalo Viegas
Pour les articles homonymes, voir Viegas.
 (juin 2021).
 (juin 2021).
La mise en forme du texte ne suit pas les recommandations de Wikipédia : il faut le « wikifier ».
Les points d'amélioration suivants sont les cas les plus fréquents :
- Les titres sont pré-formatés par le logiciel. Ils ne sont ni en capitales, ni en gras.
- Le texte ne doit pas être écrit en capitales (les noms de famille non plus), ni en gras, ni en italique, ni en « petit »…
- Le gras n'est utilisé que pour surligner le titre de l'article dans l'introduction, une seule fois.
- L'italique est rarement utilisé : mots en langue étrangère, titres d'œuvres, noms de bateaux, etc.
- Les citations ne sont pas en italique mais en corps de texte normal. Elles sont entourées par des guillemets français : « et ».
- Les listes à puces sont à éviter, des paragraphes rédigés étant largement préférés. Les tableaux sont à réserver à la présentation de données structurées (résultats, etc.).
- Les appels de note de bas de page (petits chiffres en exposant, introduits par l'outil «  Source ») sont à placer entre la fin de phrase et le point final[comme ça].
- Les liens internes (vers d'autres articles de Wikipédia) sont à choisir avec parcimonie. Créez des liens vers des articles approfondissant le sujet. Les termes génériques sans rapport avec le sujet sont à éviter, ainsi que les répétitions de liens vers un même terme.
- Les liens externes sont à placer uniquement dans une section « Liens externes », à la fin de l'article. Ces liens sont à choisir avec parcimonie suivant les règles définies. Si un lien sert de source à l'article, son insertion dans le texte est à faire par les notes de bas de page.
- La présentation des références doit suivre les conventions bibliographiques. Il est recommandé d'utiliser les modèles {{Ouvrage}}, {{Chapitre}}, {{Article}}, {{Lien web}} et/ou {{Bibliographie}}. Le mode d'édition visuel peut mettre en forme automatiquement les références.
- Insérer une infobox (cadre d'informations à droite) n'est pas obligatoire pour parachever la mise en page.

Pour une aide détaillée, merci de consulter Aide:Wikification.
Si vous pensez que ces points ont été résolus, vous pouvez retirer ce bandeau et améliorer la mise en forme d'un autre article.
Gonçalo Viegas de Lanhoso (décédé le 18 juillet 1195) était un noble chevalier portugais et premier grand maître de l’Ordre militaire de Saint-Benoît d’Aviz .

## Biographie
Gonçalo Viegas dit Egas, est le plus jeune des fils d’Egas Fafias de Lanhoso. Son lieu et sa date de naissance restent inconnues. Cependant, les enquêtes du roi  Alphonse III nous apprennent que la propriété de Lameiro de la paroisse de Ponte São Vicente de la municipalité de Vila Verde appartenait à Egas Fafes (père de Gonçalo Viegas). Il est possible que Gonçalo Viegas soit né à Ponte São Vicente, où son père aurait résidé. 
Egas Fafes a participé à la bataille d’Ourique. Il aurait participé à multiples autres batailles aux côtés d'Alphonse Ier, premier roi du Portugal. Il partit en croisade en Terre sainte où, ayant bien combattu, il reçut le blason du roi Baudouin III de Jérusalem|, blason qui devint, par la suite celui de la famille Teixeira, ses descendants.

Armoiries de Gonçalo Viegas et de la famille Teixeira

Gonçalo a reçu une très bonne formation militaire dans son enfance, héritier d’une illustre famille de guerriers. Le patriarche était Fafes Sarrasins de Lanhoso, surnom obtenu après avoir conquis la ville de Fafe aux Maures. En 1171, Gonçalo Viegas devient alcade de Lisbonne (commandant militaire de la place de Lisbonne) puis, gouverneur militaire d’Estrémadure. C'est dans cette province du Portugal qu'en septembre 1173, en tant que représentant du roi, il eut un rôle important de médiateur dans le conflit du transfert des reliques de Saint-Vincent (certains voulaient qu’il soit enterré dans la cathédrale et d’autres dans l’église homonyme). Il est mentionné dans la "Miracula de S. Vicenti" de Maître Estêvão, chantre de la cathédrale de Lisbonne , qui rapporte cet événement :

« La vérité est quand, au petit matin, l’occurrence de tels faits si étonnants fût connue de la cité, les hommes accoururent, les uns désarmés, mais d’autres armés. Ceux-ci prétendent, en modes violents, que le corps du saint doit être mené vers un monastère de religieux situé hors de la ville et là ensevelit, les autres, plus pondérément, proposent qu’il soit mené à la cathédrale. C’est alors que, Gonçalo Egas, à qui en ces temps le roi [Alphonse Ier), confia les troupes de l’Estrémadure, homme indiscutablement valeureux et prudent, donne ordre d’en finir aux menaces et discutions et d’attendre la décision du roi sur ce fait de si grande importance »

— Miracula de S. Vicenti de Mestre Estêvão, chantre de la  cathédrale de Lisbonne, Legendário alcobacense 
En 1175, il quitte la vie militaire pour être le majordome de l’ infante Teresa . Ce repos est de courte durée, car entre fin 1175 et début 1176 il est nommé premier grand maître de l’ Ordre de Saint-Benoît d’Aviz. Ce dernier ordre fut initialement appelé la milice des frères d’Évora, avec l’objectif de défendre Évora des Maures. Les qualités évoquées par Maître Estêvão comme homme indiscutablement valeureux et prudent, mais aussi son passé militaire, ses nobles origines, et surtout son grand courage et altruisme, ont fait de lui le premier Maître d’un Ordre militaire portugais. La mission de protection d’Évora était une mission « suicide », Évora conquise par Gérald en 1166  était loin de la frontière délimitée par le Tage, isolée au milieu du territoire ennemi. Seul un Ordre religieux pouvait à l’époque assumer cette lourde tâche. Or, l’Ordre du Temple, bien qu’appâté par le premier roi du Portugal avec quelques dons dans ladite ville, n’avait manifesté aucun intérêt pour Évora, d’où la nécessité de créer un Ordre spécifique adapté aux circonstances. C’est pourquoi le nom de Gonçalo Viegas apparaît dans une donation royale, du château de Coruche et des maisons d’Évora et Santarém d’avril 1176  au futur Ordre d’Aviz. 
Après cette donation initiale, son nom est mentionné dans les deux testaments d'Alphonse I, comme dans celui de 1179 : « Et j’ai donné au Maître d’Évora Gonçalo Viegas mille maravédis à dépenser pour l’utilité et la défense de la ville si nécessaire ». Dans le testament d’avril 1181, Alphonse I lègue « à Maître Gonçalo Viegas et à ses frères qui demeurent à Évora 3 000 maravédis ainsi que tous les animaux en ma possession, et mes Maures de Santarém ainsi que ceux de Lisbonne » . Alphonse I est donc décrit comme un homme pragmatique et ses dons sont limités, car le coût de la défense d’Évora pourrait devenir une lourde perte. Mais Gonçalo Viegas trouva d’autres sources de financement en créant une commanderie, dans le nord du pays sur les terres de son père. La commanderie d’Oriz , officialisée par le pape en 1187 , était destinée à gérer les terres qui seraient données par la noblesse du Nord pour soutenir la guerre contre les Maures. En janvier 1187 et en 1193, Sanche Ier fait don au maître Gonçalo Viegas d’autres biens tels que les châteaux d’Alcanede, Juromenha, Mafra... Gonçalo termina sa vie héroïque, mourant avec plusieurs de ses frères de Saint-Benoît à la bataille d’Alarcos en Espagne le 18 juillet 1195 , contre les Maures, au service du roi castillan, Alphonse VIII qui combattait Abu Yusuf Yaqub al-Mansur, ce jour-là l’infanterie castillane fut anéantie, ainsi que la plupart des chevaliers des ordres qui le soutenait dans cette bataille qui est plus connue comme "désastre d’Alarcos". Afonso VIII, déterminé à empêcher l’accès de l’ennemi à la vallée du Tage, n’attendit pas les renforts d’Alphonse IX de León et de Sanche VII de Navarre.

## Généalogie
Il était le fils de Egas Fafes de Lanhoso fils de Fafes Lux de Lanhoso et D. Urraca Mendes de Sousa, fille de D. Mem Viegas de Sousa . Il est mort sans descendance.